# Autostol
En autostol er en stol, som er beregnet til at øge beskyttelsen for børn i biler. Ved at bruge specielle stole i bilen på den rigtige måde øges børnenes sikkerhed. Forskning har vist, at bagudvendt placering af autostolen øger sikkerheden betydeligt for børn op til 4 år.
I Danmark blev det pr. 1. april 2006 et lovkrav, at børn op til 135 cm i højden skal anvende godkendt sikkerhedsudstyr, så som f.eks. autostol eller selepude, når de kører i bil.
Derudover skal autostolen passe til barnets højde, alder og vægt og den skal være monteret i bilen efter producentens anbefalinger.

## Der findes 4 undtagelser til reglerne
1. Ved 3 børn på bagsædet: Har du 3 børn på bagsædet og 2 af dem sidder i godkendt sikkerhedsudstyr, må det tredje barn (hvis det er over 3 år gammelt) sidde i bilen uden sikkerhedsudstyr.[3].
2. Børn i taxi: Børn under 3 år skal ikke sidde i godkendt sikkerhedsudstyr. Findes det i taxien skal det anvendes. Børn over 3 år skal sidde i godkendt sikkerhedsudstyr.[4]
3. Børn i biler uden seler: I veteranbiler er der typisk ikke seler på bagsæderne. Køre du i en bil uden seler bagi må du have børn over 3 år siddende på bagsædet uden, at være spændt fast. Er der seler foran skal barnet dog sidde her i godkendt sikkerhedsudstyr.
4. Kørsel over korte afstande: Dette gælder kun børn over 3 år og kun for meget korte afstande - der ikke er aftalt på forhånd/noget der sker hver uge. Det er altså kun i nødstilfælde, hvor det f.eks. ikke er muligt, at fremskaffe godkendt sikkerhedsudstyr.[5]

Ovenstående undtagelser er ikke nogle det anbefales at følge, da de udsætter barnet for forhøjet risiko ved kollisioner. 

## Forskellige typer af autostole
- Sleeper (Fortidligfødte til 5 måneder)
- Babystol (ca. 0-15 måneder eller 0-13 kg)
- Bagudvendt autostol (ca. 6 måneder-4 år eller 6-18 kg.)
- Fremadvendt autostol (ca 12 måneder til 4 år eller 9-18 kg)
- Fremadvendt autostol (ca 9 måneder til 12 år eller 9-36 kg)
- Fremadvendt autostol/selepude (3½-12 år eller 15-36 kg)